# Assistenzhund

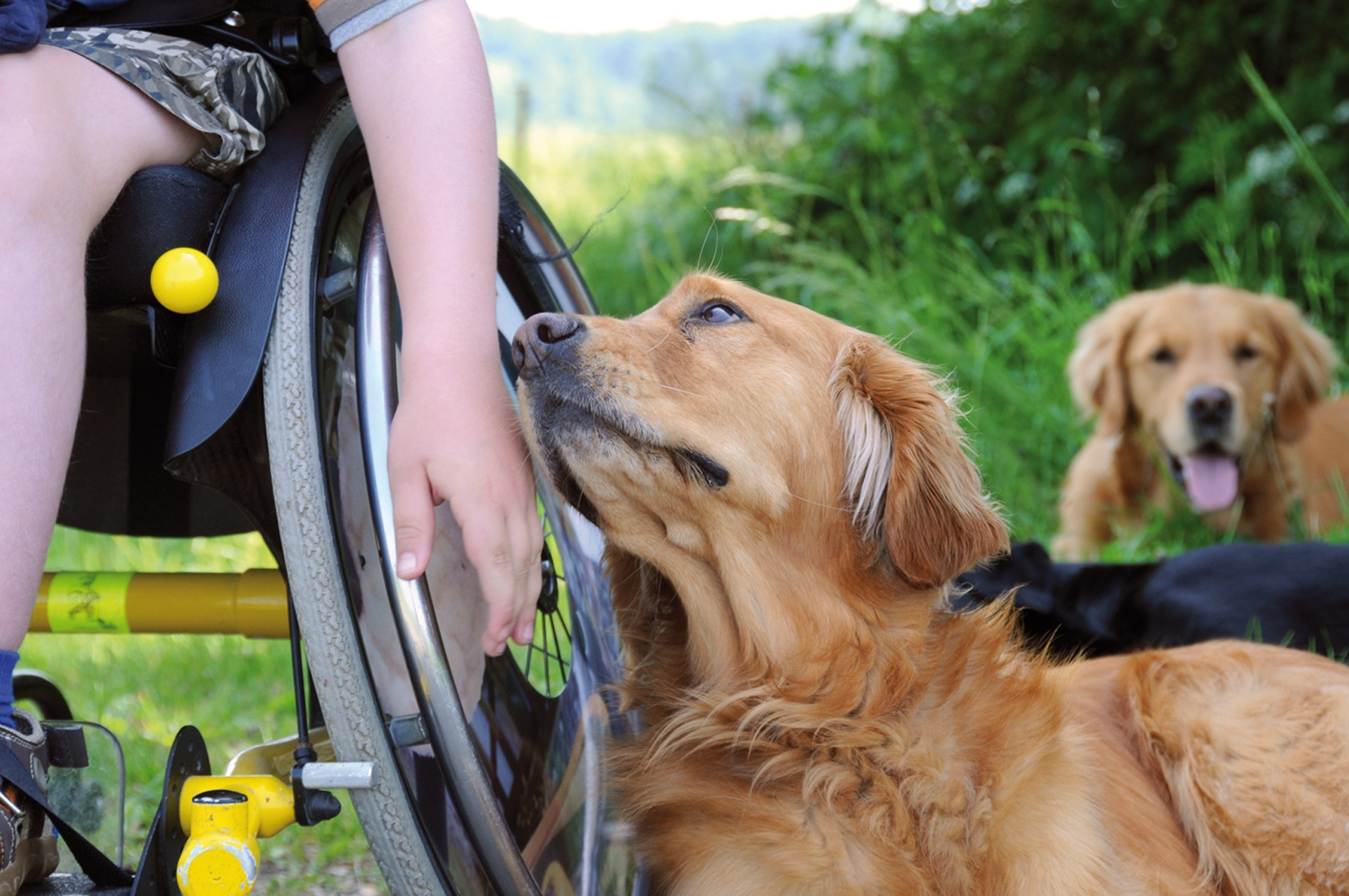
Assistenzhund einer Rollstuhlfahrerin

Ein Assistenzhund ist ein Hund, der nach spezieller Ausbildung in der Lage ist, bei Menschen behinderungsbedingte Nachteile auszugleichen und ihnen die Teilhabe am gesellschaftlichen Leben zu ermöglichen oder zu erleichtern. Es gibt fünf verschiedene Assistenzhundearten in Deutschland, die unterschiedliche behinderungsbedingte Nachteile ausgleichen können. Assistenzhunde besitzen spezielle Rechte, auch Zutrittsrechte genannt, die seit 2021 und 2023 im BGG und in der AHundV festgeschrieben sind.

## Assistenzhundearten
- Blindenführhunde (engl. guide dog) haben die Aufgabe, blinde Menschen oder Menschen mit Sehbehinderung sicher an jedem Ort zu führen. So leiten sie beispielsweise durch den Verkehr und zeigen wichtige Orientierungspunkte wie Lifte, Treppen, Zebrastreifen oder Ampeln an.
- Mobilitätsassistenzhunde (engl. mobility servicedog) ist ein Assistenzhund, welcher mobilitätseingeschränkte Menschen wie zum Beispiel Rollstuhlfahrer, Amputanten etc. unterstützt. Er kann Türen öffnen, Schubladen aufziehen und schließen, beim Ausziehen helfen und Knöpfe drücken sowie vieles mehr.
- Signalhunde oder Gehörlosenhunde (engl. hearing dog) unterstützen gehörlose und hörbehinderte Menschen beim Verständigen bzw. Anzeigen verschiedener Haushaltsgeräusche wie Klopfen oder Läuten an der Türglocke, Anzeigen von Alarmglocke, Wecker, Zeitschaltungen, Telefon, Schreien eines Babys, Rufen des Namens des Hundeführers, Feueralarm. Die Hunde sind ausgebildet, physischen Kontakt aufzunehmen und leiten ihren Partner zur Geräuschquelle hin.
- Anzeige- und Warnhunde (engl. medical alert dog) unterstützen beispielsweise als Diabetikerwarnhunde Menschen mit Diabetes, indem sie auf deren Unter- oder Überzuckerung aufmerksam machen (engl. diabetes alert dog). Epilepsiehunde warnen Epileptiker und deren Umfeld vor einem bevorstehenden epileptischen Anfall (engl. seizure alert dog). Die Hunde sind teilweise speziell darauf trainiert, einem Epileptiker während eines Anfalls zu helfen (engl. seizure response dog). Kardiowarnhunde helfen Menschen mit einer Herzerkrankung und warnen beispielsweise vor gefährlichen Herzrhythmusstörungen wie POTS und Sick-Sinus-Syndrom u. a.
- PSB Assistenzhunde (psychiatric servicedog) unterstützen Menschen mit psychosozialen Beeinträchtigungen wie PTBS, Autismus und anderen.

## Ausbildung

### Eignung
Der Hund muss spezielle charakterliche Eigenschaften aufweisen (insbesondere Mangel an Aggressivität, Unsicherheit und unkontrollierbarem Jagdtrieb), denn eine Mitnahme des Hundes sollte an jeden Ort möglich sein. Darüber hinaus muss er gern mit Menschen zusammenarbeiten und leicht zu motivieren sein, z. B. durch Futter, Zuwendung oder ein kleines Spiel. Weiterhin sollte der Hund gesundheitlich geeignet sein. Die tierärztliche Untersuchung findet frühestens im Alter von 12 Monaten statt, die Ausbildung startet frühestens mit 15 Monaten, für Anzeige- und Warnhunde gilt eine Altersgrenze von 12 Monaten.

### Prüfungen
Derzeit bestehen für die Ausbildung und Prüfung von Assistenzhunden keine europaweit einheitlichen und allgemein anerkannten Standards. Die Bundesrepublik Deutschland hat mit dem BGG und der AHundV versucht einheitliche Standards für die Ausbildung und Prüfung der Assistenzhunde, sowie der Ausbildungsstätten zu schaffen. Im BGG §12f, g, i und j wurden dazu verschiedene Faktoren festgehalten, die jedoch Stand Februar 2025 nicht umgesetzt werden können, da eine sogenannte Akkreditierungsstelle, die Ausbildungsstellen und Prüfer zertifiziert, abgesagt hat. Im Moment gibt es für diese Prüfstelle keinen Ersatz, sodass eine Akkreditierung nicht möglich ist.
Bei der Ausbildung wird in Deutschland zwischen der Fremdausbildung und der begleiteten Selbstausbildung unterschieden. Die Fremdausbildung findet beim Trainer statt und der behinderte Mensch bekommt einen fertig ausgebildeten Assistenzhund. Diese Variante ist die teurere der beiden. Bei der begleiteten Selbstausbildung lebt der Hund bei dem behinderten Menschen und besucht gemeinsam mit diesem die Assistenzhundeschule, ähnlich wie man mit einem Haushund die Hundeschule besucht. Diese Variante ist zwar kostengünstiger, aber auch zeit- und kraftaufwendiger für den behinderten Menschen.
Die Ausbildung endet mit einer Prüfung, welche einen praktischen Teil und einen Theorieteil für das Assistenzhundeteam beinhaltet. Dabei werden sowohl das Sozialverhalten und Umweltverhalten des Hundes, als auch die Eignung des behinderten Menschen noch ein letztes Mal überprüft. Der Hund muss zum Zeitpunkt der Prüfung mindestens 21 Monate alt sein.
Prüfungen von Blindenführhundteams werden in der Regel von der Krankenkasse angeordnet und bezahlt, die den Blindenführhund finanziert. Ansonsten können sich Assistenzhundhalter in Deutschland, über die Website des Bundesministerium für Arbeit und Soziales einen anerkannten Prüfer suchen und dort eine Prüfung als Team beantragen. Eine weitere unabhängige Prüfungsoption entwickelt seit 2017 die gemeinnützige Organisation Pfotenpiloten in Deutschland, die Assistenzhundhaltende sodann auch weitere Vorteile zu gewähren plant.
Die behinderte Person wird im Umgang mit dem Hund durch einen Hundetrainer gründlich geschult. Durch eine Prüfung wird abgesichert, dass Mensch und Tier ein gutes Team formen und Halter ihren Hund unter Kontrolle haben. Der Nachweis, dass der Hund die für den jeweiligen Einsatzbereich definierten und ihm künftig gestellten Aufgaben jederzeit und ortsunabhängig durchführt, sowie das erforderliche Verhalten aufweist, ist durch die Prüfung zu erbringen.
In Deutschland gibt es noch keine geregelte Nachbetreuung, sondern es bleibt der Ausbildungseinrichtung und auch der haltenden Person nach bestandener Prüfung überlassen, ob und in welchem Umfang eventuell weitere Ausbildungen absolviert werden.
Als Nachweis der bestandenen Prüfung gelten in Deutschland der MAG-Ausweis und die MAG-Plakette, welche in der Assistenzhundeverordnung in Anlage 9 und 10 aufgeführt sind. MAG steht dabei für: Mensch-Assistenzhund-Gemeinschaft. Die Nachweise müssen nach bestandener Prüfung mit einem entsprechenden Prüfungszertifikat bei der für das Bundesland zuständigen Behörde beantragt werden.

## Regelungen der Europäischen Union
Seit 2008 befindet sich ein „Vorschlag für eine Richtlinie des Rates zur Anwendung des Grundsatzes der Gleichbehandlung ungeachtet der Religion oder der Weltanschauung, einer Behinderung, des Alters oder der sexuellen Ausrichtung“ in der Beratung. In einem Kompromissvorschlag dazu heißt es: „Ein effektiver diskriminierungsfreier Zugang kann auf verschiedenen Wegen gewährleistet werden, darunter auch mit Hilfe des Konzepts des ‚Design für Alle‘ und indem Menschen mit Behinderungen die Verwendung von Hilfsmitteln erleichtert wird, einschließlich von Hilfen für Mobilität und Zugang, wie etwa anerkannte Blindenführ- oder Assistenzhunde.“
Mit CEN/TC 452 wird eine europäische Standardisierung für Assistenzhunde, -halter und -trainer erarbeitet. Unter Mitarbeit führender Organisationen sowie einem breiten Spektrum nationaler Organisationen wird eine endgültige Veröffentlichung für 2025 angestrebt.

## Gesetzliche Grundlagen in Deutschland
- Das Neunte Buch Sozialgesetzbuch regelt im Paragraphen 145 die unentgeltliche Beförderung eines Führhunds und eines Hunds, „den ein schwerbehinderter Mensch mitführt, in dessen Ausweis die Berechtigung zur Mitnahme einer Begleitperson nachgewiesen ist“.
- Die Bundesbeihilfeverordnung führt einen Blindenführhund (einschließlich Geschirr, Hundeleine, Halsband, Maulkorb) als beihilfefähig auf.[13]
- Die Verordnung über die orthopädische Versorgung Unfallverletzter führt in § 2 den Blindenführhund als Hilfsmittel auf.[14]
- Die Verordnung über Ausnahmen zum Verbringungs- und Einfuhrverbot von gefährlichen Hunden in das Inland (Hundeverbringungs- und -einfuhrverordnung – HundVerbrEinfVO) führt in § 2 sowohl Blindenführhunde als auch Behindertenbegleithunde als Ausnahmen auf.[15] (Siehe Hundeverbringungs- und -einfuhrbeschränkungsgesetz.)
- Das Niedersächsische Gesetz über das Halten von Hunden regelt in § 3, dass Halter von Blindenführ- und Behindertenbegleithunden Sachkunde besitzen.[16]
- Das Gesetz über das Halten und Führen von Hunden in Berlin legt ebenfalls Ausnahmen für Assistenzhunde fest (§2). Es definiert außerdem (für seinen Geltungsbereich) Assistenzhunde als „Hunde, die dazu bestimmt und aufgrund einer speziellen und durch Kenndecke oder Arbeitsgeschirr nachgewiesenen Ausbildung dazu befähigt sind, Menschen mit dauerhaften körperlichen oder geistigen Einschränkungen oder Erkrankungen sowie Menschen mit Sinnesbehinderung und Menschen mit tiefgreifenden Entwicklungsstörungen im Alltag zu unterstützen.“[17]
- Eine Ausbildung zum Blinden- oder Behindertenbegleithund gilt in Hamburg als einer Gehorsamsprüfung gleichwertig und befreit daher von der Anleinpflicht.[18]
- Das Bundesministerium für Ernährung und Landwirtschaft vertritt die Rechtsauffassung, dass das Betreten von Lebensmittelgeschäften mit Blindenführhund oder Assistenzhund, die einen schwerbehinderten Menschen begleiten, erlaubt ist.[19]

Am 30. Januar 2020 fällte das Bundesverfassungsgericht ein Urteil im Konflikt zwischen dem Recht auf Teilhabe von Assistenzhundhalter und dem Hausrecht eines öffentlichen Ortes. Insbesondere das Hygieneargument wurde vom obersten Gerichtshof klar abgewiesen. Der Blindenführhundhalterin wurde nach Art. 3 Abs. 3 Satz 2 GG Recht gegeben, „denn es darf niemand wegen seiner Behinderung benachteiligt werden; eine Schlechterstellung von Menschen mit Behinderungen ist nur zulässig, wenn dafür zwingende Gründe vorliegen.“ argumentiert das BVerfG in der Begründung.
Bis Ende 2021 fördert das Bundesministerium für Arbeit und Soziales die bundesweite Aufklärungskampagne „Assistenzhund Willkommen“ zur Verwirklichung des Nationalen Aktionsplans zur UN-Behindertenrechtskonvention (UN-BRK). Das Projekt, welches von der gemeinnützigen Organisation Pfotenpiloten durchgeführt wird, hat das Ziel die „Öffentlichkeit über die Zutrittsrechte von Menschen mit ihren Assistenzhunden aufzuklären“.

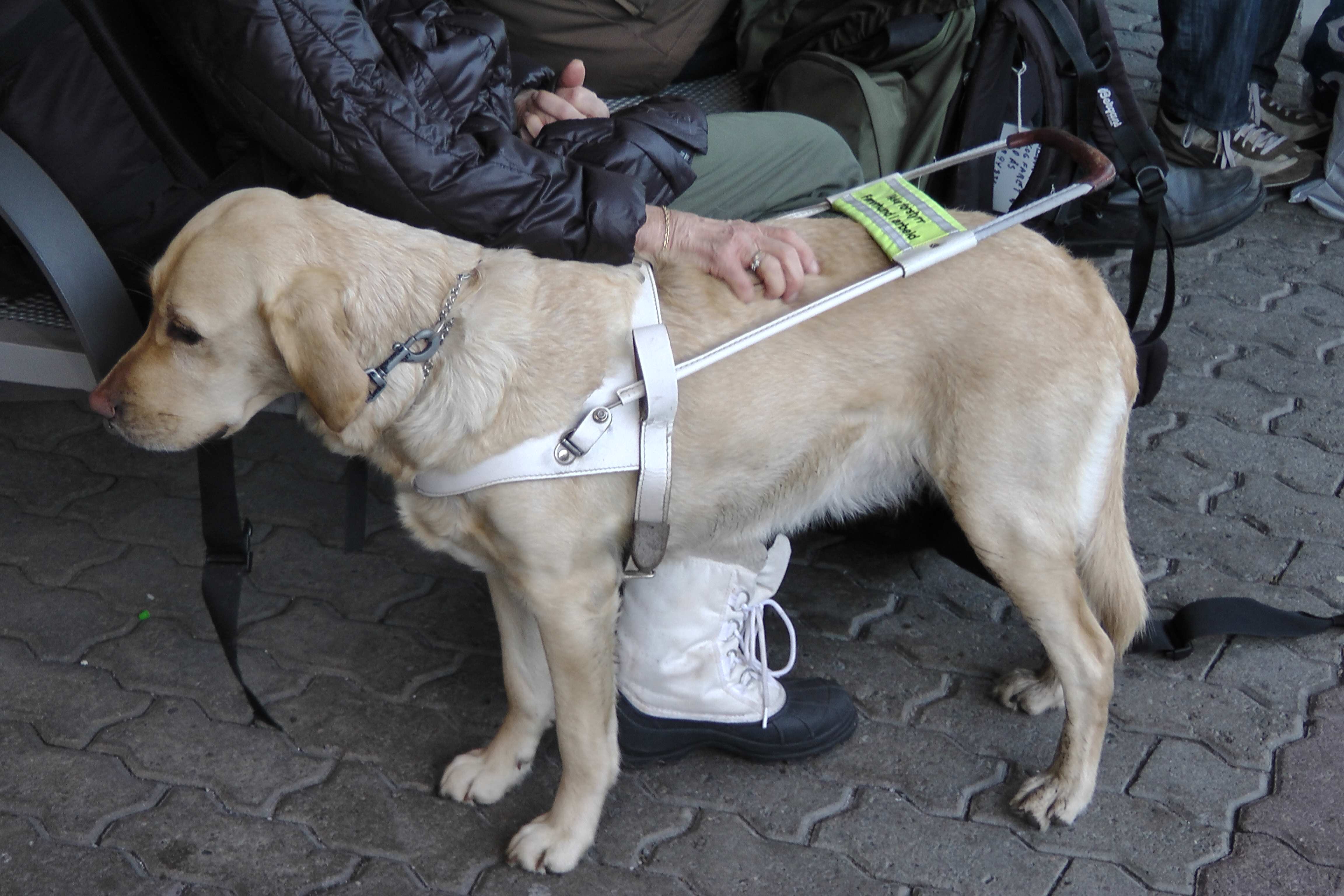
Ein Blindenführhund mit Führgeschirr

Am 1. Januar 2022 trat das Teilhabestärkungsgesetz in Kraft. Mit Art. 9 dieses Gesetzes wurden in das Behindertengleichstellungsgesetz (BGG) Regelungen über Assistenzhunde neu eingefügt (§§ 12e bis 12l BGG). Träger öffentlicher Gewalt sowie Eigentümer, Besitzer und Betreiber von Anlagen und Einrichtungen für den allgemeinen Publikums- und Benutzungsverkehr dürfen Menschen mit Behinderungen in Begleitung durch ihren Assistenzhund den Zutritt nicht mehr verweigern, soweit nicht der Zutritt mit Assistenzhund eine unverhältnismäßige oder unbillige Belastung darstellen würde (§ 12e Abs. 1 BGG).
Am 1. März 2023 trat die AHundV (Assistenzhundeverordnung) in Kraft, die seither die Ausbildung, Haltung, Eignung und Ausweisung von Assistenzhundeteams regelt.

## Österreich

### Gesetzliche Regelungen
In Österreich enthält § 39a des Bundesbehindertengesetzes seit 1. Jänner 2015 Regelungen zu Assistenz- und Therapiebegleithunden.
Vom Bundesministerium für Arbeit, Soziales und Konsumentenschutz wurde das Messerli Forschungsinstitut der Veterinärmedizinischen Universität Wien (Vetmeduni Vienna) mit der Durchführung der Assistenzhundeprüfung beauftragt. Diese nimmt die dortige Prüf- und Koordinierungsstelle Assistenzhunde ab. Das Bundesministerium für Arbeit, Soziales und Konsumentenschutz hat auch eine einheitliche Richtlinie herausgegeben, welche die Voraussetzungen für die Bezeichnung als „Assistenzhund“ vorgibt. In der Richtlinie werden auch die Kriterien für die Beurteilung angeführt. Es sind zwei Beurteilungsbögen herausgebracht worden: für Blindenführhunde und eine separate für Service- und Signalhunde.
Es gibt eine einheitliche gesetzliche Definition von Assistenzhunden. Drei Untergruppen von Assistenzhunden sind definiert: Blindenführhunde für schwer sehbehinderte und blinde Menschen, Servicehunde für Personen mit Behinderungen im Bereich der Mobilität, Signalhunde für Menschen mit Hörbehinderung und Signalhunde, die Personen mit chronischen Erkrankungen (z. B. Diabetes, Epilepsie, neurologische Erkrankungen) auf Gefahren hinweisen und im Notfall unterstützen können.
Außerdem ist die rechtliche Definition von Assistenzhunden deshalb bedeutsam, weil für diese Ausnahmen von der Maulkorb- und Leinenpflicht bestehen und sie freien Zugang zu öffentlichen Orten, Gebäuden und Dienstleistungen haben.
Assistenzhunde werden in den Behindertenpass eingetragen.

### Zutrittsrechte mit Assistenzhund
Öffentliche Gebäude wie Amtsgebäude, Kino, Theater oder Kirchen können betreten werden, ebenso wie alle Geschäfte inklusive Lebensmittelhandel.
Aufkleber „Assistenzhund willkommen“
Die Wirtschaftskammer Wien (WKW) stellt Aufkleber mit dem offiziellen seit dem 1. Januar 2015 anerkanntem Assistenzhund-Logo als „Assistenzhund willkommen“ zur Verfügung, es kann an sichtbarer Stelle im Eingangsbereich des Handelsgeschäfte angebracht werden. Denn Assistenzhunde sollen überall Zutritt erhalten, auch in Lebensmittelgeschäften.
- Die Austrian Airlines gestatten die Mitnahme des Hundes in der Kabine (nach vorheriger Absprache).[34]
- Die ÖBB (Österreichische Bundesbahn)[35] gestattet freie Fahrt für den Assistenzhund ohne Maulkorb in ihren Zügen (innerhalb Österreichs).
- In den öffentlichen Verkehrsmitteln in Österreich gelten unterschiedliche Bestimmungen, von Bundesland zu Bundesland. In Wien bei den Wiener Linien[36] bzw. Verkehrsverbund Ost-Region[37] dürfen Assistenzhunde ohne Maulkorb unentgeltlich mitgeführt werden.
- Der Zutritt zu Rehabilitationszentren und Krankenhäusern wird durch Landesgesetze noch unterschiedlich geregelt.
- In den Wiener Parks sind diese Hunde auch vom Maulkorb- und Leinenzwang befreit.[38]
- Laut BGBl. II Nr. 47/2001 §39, Allgemeinen Beförderungsbedingungen für den Kraftfahrlinienverkehr, sind Assistenzhunde in den österreichischen öffentlichen Verkehrsmitteln vom Maulkorbpflicht befreit und werden unentgeltlich befördert.[39]
- Für Assistenzhunde gelten in bestimmten Bereichen besondere rechtliche Bestimmungen. In vielen Gemeinden sind Besitzer von Assistenzhunden nach einem entsprechenden Nachweis von der Zahlung der Hundesteuer freigestellt.

## Schweiz
Für Assistenzhunde zahlt die Invalidenversicherung unter bestimmten Voraussetzungen einen Pauschalbetrag (Stand 2021: 12.500 Schweizer Franken, davon 12.500 für die Anschaffung und 3.000 für Futter- und Tierarztkosten). Allerdings gilt dies bisher nur für Erwachsene, und das Parlament sprach sich im März 2021 dafür aus, dass auch Kinder und Jugendliche Anspruch auf eine Förderung eines Assistenzhunds erhalten. Der Bundesrat erklärte sich einverstanden und hat den Parlamentsbeschluss nun umzusetzen.